# Aranyműves-ház (Kolozsvár)
Az aranyműves-ház, más néven Újhelyi-ház 18. századi műemléképület Kolozsvár belvárosában, a Király utca (Str. Ion I. C. Brătianu) és Minorita köz (Str. Hermann Oberth) sarkán. Az épület a város egyetlen jelvényes aranyműves háza.

## Története
A házat Újhelyi Gábor ötvösmester és felesége, Szőlősi Anna építtette 1724-ben. Újhelyi Gábor 1721. október 8-án tett esküt a város polgáraként, 1722. december 3-án lett a kolozsvári ötvöscéh tagja. A református egyházközségben kétszer jelölték a harangoztató gazda tisztségére, de nem választották meg. Később kincstári arany- és ezüstbeváltóként is tevékenykedett. Egy 1762-ben kelt szerződésben nevét Tiszaújhelyi idősb Újhelyi Gábornak írta. 1764-ben ő töltötte be a céhmesteri tisztséget. 1770-ben már nem volt életben; felesége az 1780-as években hunyt el.
A 19. század elején a ház Méhes Sámuel tulajdonában állt. További tulajdonosai a Bágyi Joó család, Harmati család, Teleki Géza, illetve Ilie Dăianu görögkatolikus főesperes. Teleki Géza 1920-ban restauráltatta. 1935-ben Ilie Dăianu, aki egyébként a műemlékbizottság tagja is volt, kidöntette a faragott reneszánsz ablakokat, a nyugatra néző ablak helyére boltajtót állítottak, a faragott ablakkeretet az egyetem régészeti intézetében helyeztette el.
Az 1940-es évek végén történt államosítást követően bérházként hasznosították, földszintjén trafik, majd kocsma működött. Az 1989-es rendszerváltás után visszaszolgáltatták az örökösöknek, azóta lakatlan. Homlokzata leromlott állapotban van, belsejét viszont felújították. 2023-ban a házat eladásra hirdették meg; a román állam illetve a kolozsvári önkormányzat anyagi források híján nem vásárolta meg.

## Leírása
A ház, amely a kevés megmaradt kolozsvári késő reneszánsz / barokk polgárház egyike, egy 325 négyzetméteres telken található, ebből a ház alapterülete 251 négyzetméter. Az egy emeletes ház pincével és 5 méter magasságú padlással rendelkezik. A Király utca felé hosszú kőkerítéssel rendelkezik. Figyelemre méltó emeleti feljárója és udvari fatornáca.
Levéldíszes ablakszemöldökköveit Sipos Dávid kidei kőfaragó mester készítette; a díszítések majdnem teljesen azonosak a bonchidai Bánffy-kastély előterének ajtajain alkalmazottakkal. A faragványokon egy-egy pajzsba foglalt kehely (az ötvösök céhjele) található, valamint az építés éve (1724) és az építtető házaspár nevének kezdőbetűi. A három kehely mind különböző.

A ház 1916-ban, Pákei Lajos rajza
A ház aranyműves jelvényei, Tóth István rajza, 1925